# Южноафрикански черно-жълт пясъчен гущер
Южноафриканските черно-жълти пясъчни гущери (Heliobolus lugubris) са вид влечуги от семейство Гущерови (Lacertidae).
Разпространени са в саваните на Южна Африка.
Таксонът е описан за пръв път от шотландския лекар Андрю Смит през 1838 година.